# سنت سوزانا
سنت سوزانا (لاتین: Susana؛ – ۳rd century) یک قدیس مسیحی اهل روم باستان بود. او به دلیل نافرمانی در سال ۲۹۵ میلادی به فرمان دیوکلسین امپراتور روم، گردن زده شد.